# Ichneumon chrysopus
Ichneumon chrysopus är en stekelart som beskrevs av Gmelin 1790. Ichneumon chrysopus ingår i släktet Ichneumon och familjen brokparasitsteklar. Inga underarter finns listade i Catalogue of Life.